# Corydoras hephaestus
Corydoras hephaestus é uma espécie de peixe siluriforme de água doce da família dos calíctidos e do gênero Corydoras, cujas espécies são popularmente comercializadas como peixes de aquário com a denominação comum de limpa-plantas, limpa-vidro e sarro. Habitam águas tropicais do centro-norte de América do Sul.

## Taxonomia
Esta espécie foi descrita originalmente no ano 2016 pelos ictiólogos Willian Massaharu Ohara, Luiz Fernando Caserta Tencatt e Marcelo Ribeiro de Britto.
O espécime-tipo referido é: “Afluente do igarapé Piracolina, nas coordenadas: 12° 48′ 56″ S, 60° 06′ 37″ O 12° 48′ 56″ S, 60° 06′ 37″ O / -12.81556, -60.11028, a uma altitude de 585 msnm, perto da estrada BR-364, Alto rio Ji-Paraná, bacia do rio Madeira, 9 km ao sul de Vilhena, no estado de Rondônia, no Brasil”.
A espécime-tipo designado é o catalogado como: MZUSP 119087; um adulto de 22,6 mm de comprimento. Foi capturado no dia 12 de novembro de 2014, por W. M. Ohara, F. C. P. Dagosta e V. Giovannetti. Foi depositado na colecção de ictiología do Museu de Zoologia da Universidade de São Paulo (MZUSP), localizado na cidade brasileira homônima.

## Etimologia
Etimologicamente o termo genérico Corydoras vem do grego, onde kóry é 'elmo', 'coraza', 'capacete', e douras é 'pele'. O que se deve à falta de escamas e a presença de escudos ósseos ao longo do corpo. O nome específico hephaestus vem de Hefesto (em grego Ἥφαιστος Hêphaistos, quiçá de φαίνω phainô, ‘brilhar’), que na mitologia grega é o deus do fogo e a forja, bem como dos ferreiros, metalurgia etc.; em alusão à cor vermelha do corpo e das barbatanas que caracterizam este peixe.

## Caracterização
Corydoras hephaestus pode distinguir-se de seus congêneres pelas seguintes características:
- ausência de contato entre o processo posterior do parieto-supraoccipital e a placa nucal;
- expansão laminar ventral do infraorbitario 1 notavelmente desenvolvida;
- margem posterior da espinha da barbatana peitoral com aserrado ao longo de quase todo seu comprimento - só ausente na porção distal

Possui espinhas dorsais e pectorais curtas e exibe um padrão cromático incomum para o gênero: um corpo de cor negra com uma mancha avermelhada que cobre a totalidade das barbatanas dorsal, adiposa e volume, incluindo parte de suas bases e do pedúnculo volume. Sobre o opérculo exibe um área metálica esverdeada.

## Distribuição geográfica e habitat
Corydoras hephaestus é uma espécie endêmica do estado de Rondônia (centro-oeste do Brasil), numa área muito próxima ao limite com o estado de Mato Grosso. Habita especificamente num afluente do igarapé Piracolina, na Chapada dos Parecis, curso fluvial pertencente ao alto rio Ji-Paraná (denominado localmente rio Machado), bacia hidrográfica do rio Madeira, da bacia do Rio Amazonas. O arroio onde vive apresenta corrente rápida, uma largura dentre 1,5 e 2,5 metros e profundidades entre 30 e 80 cm, com leito de areia e folhas em decomposição. Corre sombreado por uma pequena vegetação ribeirinha e localizado em um local onde abundam as plantações de milho e de soja, o que pode resultar numa ameaça para sua sobrevivência no futuro, conquanto os autores o catalogaram como “vulnerável” (VU), segundo os padrões de status de conservação estipulados pela organização internacional dedicada à conservação dos recursos naturais, a União Internacional para a Conservação da Natureza (IUCN).
Essa região serrana conta com cabeceiras de várias bacias, as que apresentam numerosos endemismos, pelo que se recomendou uma proteção efetiva ante a ameaça crescente do avanço da fronteira agropecuária.